# William S. O'Brien
William S. O'Brien (1825 - 2 de mayo de 1878) fue un empresario estadounidense de origen irlandés, conocido como uno de los cuatro Reyes de Bonanza por su participación en las minas de plata de la veta Comstock en Nevada, que lo convirtió en un hombre inmensamente rico.

## Semblanza
O'Brien formó una sociedad comercial denominada Consolidated Virginia Mining Company junto con sus compatriotas irlandeses James Graham Fair, James C. Flood y John William Mackay. Los cuatro se dedicaron a la explotación minera, expandiendo rápidamente su primer negocio en las minas de plata en la veta Comstock. En marzo de 1873 se descubrió el filón conocido como la "Gran Bonanza" en la Mina Consolidated de Virginia y California, una veta de más de 350 m de profundidad de un mineral que producía 632 dólares por tonelada, y que en 1877 había generado 190 millones de dólares en total. La compañía de los cuatro socios, aunque formalmente denominada "Flood and O'Brien", fue más comúnmente conocida como la "Firma Bonanza". Juntos también fundaron el Banco de Nevada en San Francisco (California).
Se considera que fue uno de los 100 estadounidenses más ricos, habiendo dejado una enorme fortuna estimada en 12 millones de dólares (aproximadamente 1/696 de la renta nacional Bruta estadounidense de entonces). Murió víctima de la enfermedad de Bright.